# 湖北黄精
湖北黄精（学名：Polygonatum zanlanscianense）是百合科黄精属的植物，为中国的特有植物。分布在中国大陆的陕西、四川、甘肃、江苏、贵州、江西、河南、湖北、湖南等地，生长于海拔800米至2,700米的地区，一般生于林下或山坡阴湿地，目前尚未由人工引种栽培。

## 别名
虎其尾、野山姜（湖北）